# 24380 Dorippe
24380 Dorippe este o planetă minoră (asteroid), cu un diametru de 31,607 km, din Asteroid troian al lui Jupiter. A fost descoperită pe 3 ianuarie 2000 la Experimental Test Site⁠(d) de Lincoln Near-Earth Asteroid Research. 
Obiectul prezintă o orbită caracterizată de o semiaxă mare de 5,2534439 UAi, o excentricitate de 0,0815231, o înclinație de 7,17647 ° în raport cu ecliptica.